# 美國童軍訴戴爾案
美國童軍訴戴爾案（英語：Boy Scouts of America et al. v. Dale），530 U.S. 640 (2000)，是美國最高法院在2000年6月28日的里程碑案件，法院裁定美國童軍（BSA）這種私人團體有憲法提供的結社自由權，當「該人的存在以一種顯著的方式，影響該團體倡導公共或私人觀點的能力」時，得以排除其會籍。以五對四的票數，最高法院判決同性戀不得入會的立場是美國童軍「表達的訊息」，而同性戀作為成人領袖將干擾該訊息。該案推翻了紐澤西州最高法院的判決，其判定紐澤西州的公共場合法（英語：public accommodations law）規定美國童軍須重新接納被組織驅逐出去的公開同性戀童軍團長詹姆斯·戴爾。

## 背景

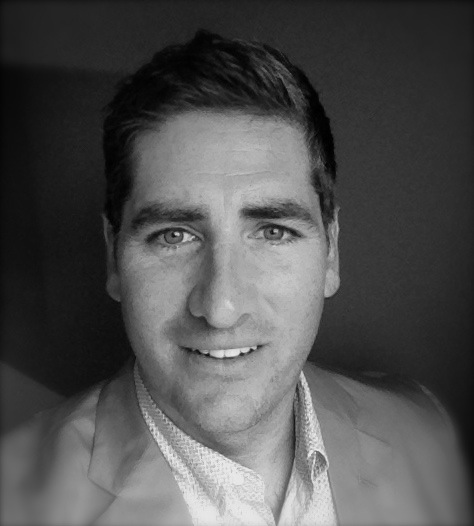
詹姆斯·戴爾

美國童軍是一個私人非營利組織，致力於將其價值體系教導給年輕人。在案件進行時，它宣稱同性性行為不符合這些價值觀。
當戴爾在羅格斯大學就讀時，他當上同性戀學生聯盟的聯合主席。在1990年7月，他參加關於同性戀青少年的健康需求的研討會，在那裏他被記者採訪。一個關於該採訪的報導在地方報紙上被公開發表，戴爾被引述說他是同性戀。BSA官員看了該採訪並將擔任紐澤西州童軍團的助理童軍團長的戴爾開除。戴爾，一名鷹級童軍，在美國紐澤西州高等法院提出訴訟，其中包括指控童軍違反了禁止基於性取向上歧視的州法律，而非公共場合法。紐澤西州最高法院判美國童軍敗訴，稱其因戴爾是同性戀便撤銷其會籍違反該州的公共場合法。法院也裁決
- 該法的適用並不違反童軍的第一修正案中表達性結社的權利，因為戴爾的加入並不會顯著地影響成員貫徹自己意志的能力。
- 紐澤西州有強制的影響力以消滅社會歧視帶來的破壞性後果，且其公共場合法限制一切不能夠達成此一目的的言論。
- 戴爾的復職沒有強迫童軍表達任何訊息[7]。

美國童軍上訴到美國最高法院，最高法院授予移審令來判斷紐澤西州對公共場合法的應用是否違反了第一修正案。

## 律師

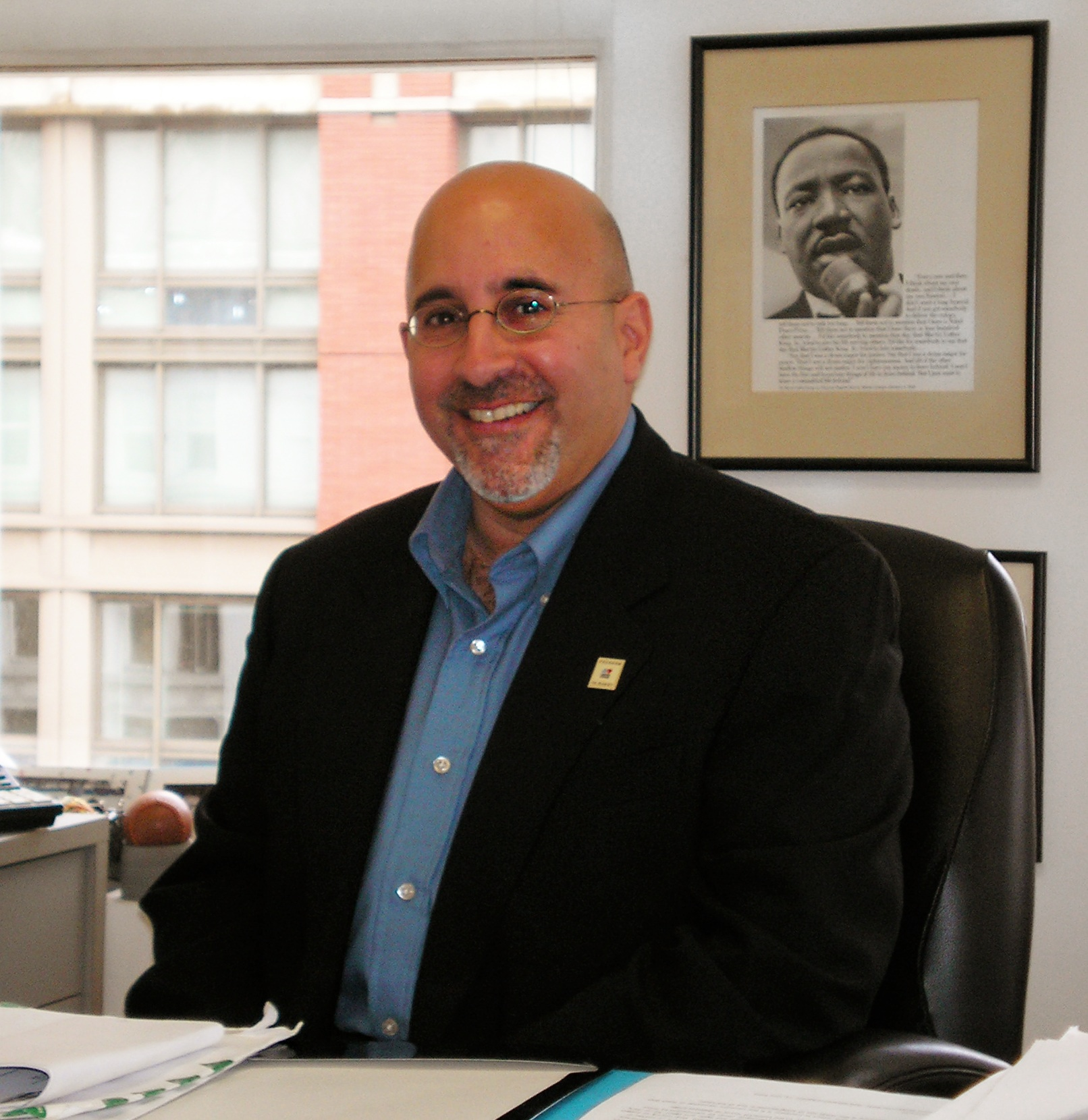
埃文·沃爾夫森，詹姆斯·戴爾的律師

戴爾由著名的LGBT權利倡導者埃文·沃爾夫森代表出席。沃爾夫森還參與了數個為同性婚姻尋求法律承認上的備受矚目的案子。同樣無償地為戴爾代表出席的有總部位於紐約的佳利律師事務所。
美國童軍則由律師喬治·戴維森代表出席，他是總部位於紐約的休斯哈伯德和里德律師事務所的合作夥伴。戴維森是法律援助協會的前總裁，以及紐約的聯邦辯護人主席。

## 判決
最高法院在2000年6月28日以5比4的票數判決美國童軍勝訴。

### 主要意見

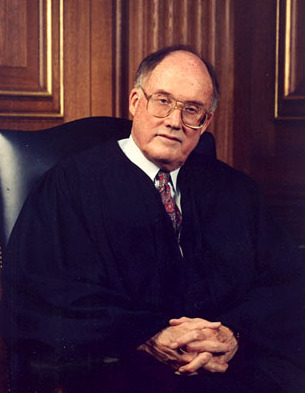
首席大法官威廉·倫奎斯特

首席大法官威廉·倫奎斯特的主要意見書根據「羅伯茨訴美國青年商會案」，468 U.S. 609, 622 (1984)，其中最高法院說「因此，我們長久以來已經了解到，第一修正案所保護的參與活動的權利，相應的是與其它人結社以追求各種政治、社會、經濟、教育、宗教和文化之目的的權利。」在「羅伯茨」一案中所延伸的這種權利，防止將主流觀點強加在想要表達其它的，也許是不受歡迎的觀點的組織上。政府會違憲地干擾此一自由的行動可能有許多形式，其中一種是「侵擾到結社組織的內部結構與事務」，例如「一個強迫團體接受它不想要的會員的法規」，強迫一個團體接受某些成員可能會損害其表達觀點的能力，而且是只有該團體打算表達的那些觀點。因此，「結社自由……直截了當的說就是預先假定其不會結社的自由」。
然而，要判定一個團體是否受到第一修正案的表達性結社權利所保護，首先要判定該團體是否為「表達性結社」。經審閱童軍諾言和童軍守則之後，法院裁定，一般的童軍的使命是明確的：「向年輕人教導價值觀」。童子軍讓成人領袖花時間教導、使年輕成員參與例如露營、釣魚的活動以力求灌輸這些價值觀。在與年輕成員相處的時間中，童軍團長和助理童軍團長，以明示或以身作則的方式反覆教導他們童軍的價值觀。一個試圖傳達這種價值體系的結社從事表達性活動。
- 首先，一個結社沒有必要以傳播某種特定的訊息為「目的」才能享有第一修正案的保護。一個結社只要從事可能會被削弱的表達性活動，就可以享有保護。
- 其次，即使童軍不鼓勵童軍領袖傳播性取向議題上的觀點，第一修正案也保護童軍的表達方式。如果童軍希望童軍領袖避免性向上的問題且只以身作則地教導，此一事實並不否定進行上述討論之信念的誠意。
- 關於童軍整體而言是否有表達反對同性戀的政策，法院對於該組織自身表達性質的主張，以及足以削弱它們的主張，都給予尊重。童軍宣稱它「傳授同性戀在道德上是不正直的」、而且它並「不想要促進同性戀是一個合法的行為[10]」。儘管該政策可能並不代表所有童軍的觀點，第一修正案「並不要求一個團體的所有成員在所有議題上都必須同意該團體的政策，才能是一個表達性結社[11]」。法院認為已經有足夠的童軍採取了關於同性戀關係上的官方立場。而一個作為助理童軍團長的公開同性戀活動家，與一個公開宣布不同意童軍政策的異性戀助理童軍團長，傳達的是截然不同的訊息。童軍有第一修正案所給予的權利去選擇它要傳達什麼訊息而什麼不要。該組織沒有在屋頂上大肆宣揚其觀點，或在其軍隊中容忍異議者的此一事實，並不意味著其觀點就沒有得到第一修正案的保護[12]。

該判決以下面這段文字作結：
我們沒有，也絕不能，以我們自己的觀點來決定童軍對於同性性行為的教導是否正確或錯誤；一個組織對公共或司法表達不贊成的信條，並不合理化州對於強制該組織接受可能貶損該組織的表達性訊息的成員所作的努力。儘管法律可以促進所有類型的行為來替代有害的行為，在沒有比推動經批准的訊息，或阻止不受歡迎的訊息，無論啟發任一個將可能會打擊政府的議題，還要好的理由之前，都不可以干涉言論。

### 不同意見

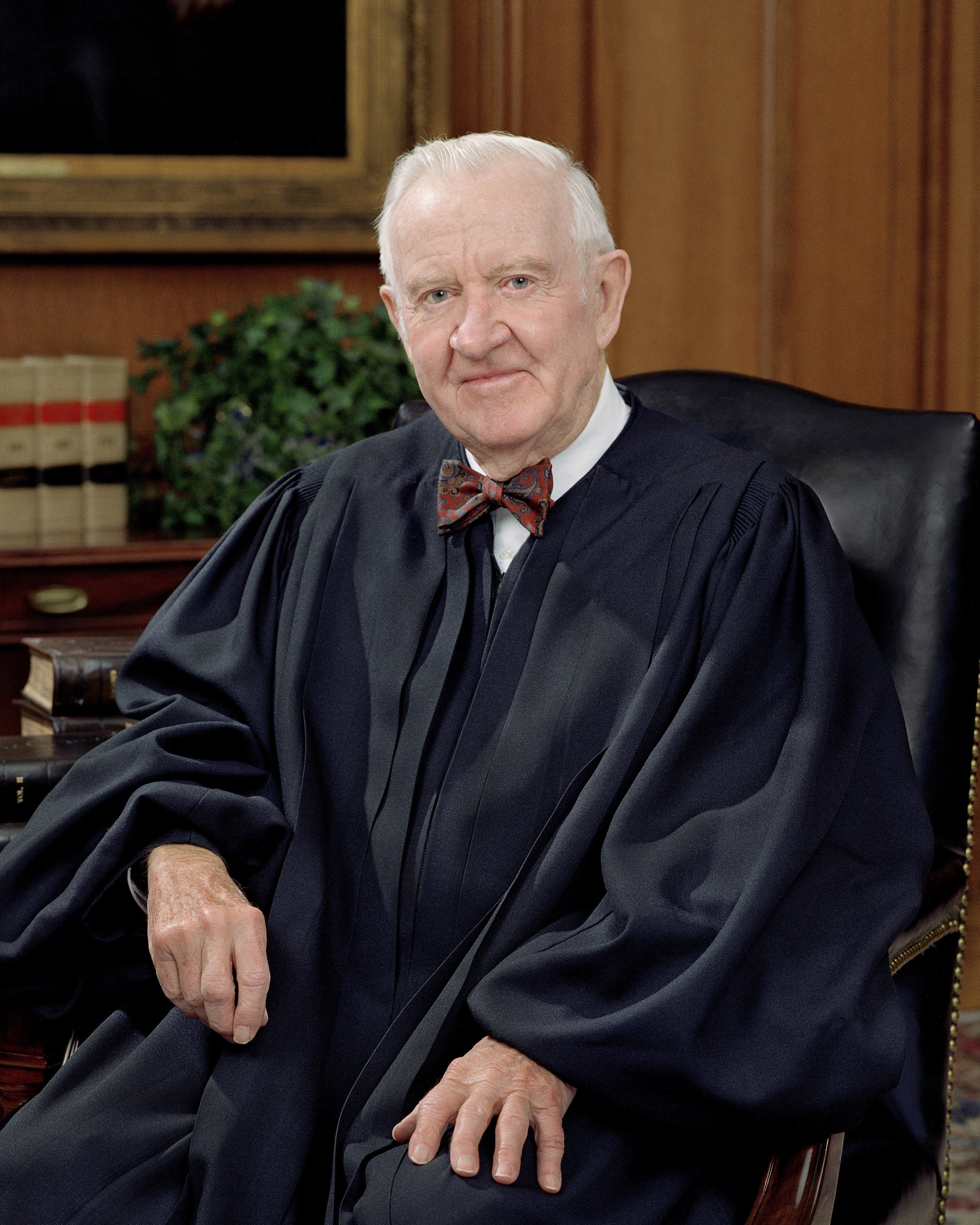
大法官約翰·保羅·史蒂文斯

大法官史蒂文斯撰寫了一份由蘇特、金斯伯格和布雷耶聯名的不同意見。他觀察到「每一個禁止歧視的州法律都是以原則來取代偏見」。大法官布蘭戴斯在「新州艾斯公司訴利布曼案」中就已經認為「一個勇敢的州可以，如果其公民選擇，如同實驗室般嚴謹，並嘗試新型的社會和經濟的實驗，而國家的其它地區將不會有任何風險，這將會是聯邦體系中最快樂的事件之一」。在史蒂文斯的意見書中，他認為法院的判決干涉了紐澤西州的實驗。
史蒂文斯的第一點是童軍對同性戀成員的禁止違反了它自己的創立原則。童軍試圖要將「價值觀」教導給年輕人，「讓他們作好準備，以便在他們充分發揮潛能的一生中，得以作出合乎道德的選擇」。童軍諾言和童軍守則，其中載列的童軍核心原則，有助於達到此一目標。這些原則之一是童軍是「道德上正直的」。另一個是童軍是「純潔的」。由於這些術語被規定在童軍手冊上，史蒂文斯說「這就像白天的光一樣的清楚，這兩個原則——『道德上正直的』和『純潔的』——都沒有提到半點有關同性戀的事。事實上，在童軍守則和諾言中的術語都沒有對任何性取向議題表達任何立場」。
童軍給予其成人領袖的指示，對於童軍自己極力要求他們的領袖避免討論性取向議題有直接關聯。「童軍……在家裡或學校將被指導去接受他們的性教育，而不是從組織上」。反過來，童軍團長被告知要引導「好奇的青少年」走向他們的家庭、宗教領袖、醫生或其它專業人士。童軍甚至對童軍團長設計如此具體的指示：
1. 不要給予童軍關於性取向方面上的建議，因為這已經超出了大多數童軍團長的專業知識和舒適範圍。
2. 如果一個童軍為他的童軍團長帶來了具體的疑問，童軍團長應在其舒適範圍內回答，切記若「有一個男孩似乎是在問有關性交的問題……你應只對他的青春痘表達擔心」。
3. 有「性向疑問」的男孩應被轉介到適合的專業人士[18]。

在不同意見書的結尾，史蒂文斯提出了嚴重和「久遠」的面對同性戀者的偏見可能會因「合憲之盾的製造」而更加劇。

## 外部連結
- Boy Scouts of America v. Dale, 530 U.S. 640 (2000)的文本可参见：Justia · Findlaw
- Koppelman, Andrew; Wolff, Tobias Barrington. . Yale. July 7, 2009  [December 13, 2011]. ISBN 978-0-300-12127-8.